# Nick Firmino
Elio Nicolas Firmino (Mantena, Brasil, 30 de enero de 2001), conocido deportivamente Nick Firmino, es un futbolista brasileño que juega como centrocampista en el Lexington SC de la USL League One de los Estados Unidos.

## Trayectoria

### New England Revolution
En noviembre de 2018, Firmino firmó un contrato de canterano con el New England Revolution.
Firmino fue cedido al New England Revolution II de la USL League One del equipo para la temporada 2020. Hizo su debut profesional el 25 de julio de 2020 contra el Union Omaha, jugando el juego completo. Marcó su primer gol profesional el 15 de agosto en un empate 3-3 con el North Texas Soccer Club.
Después de la temporada 2020, New England optó por liberar a Firmino.

### Union Omaha
En abril de 2021, Firmino se unió al Union Omaha de la USL League One antes de la temporada 2021.

### Atlanta United 2
El 3 de marzo de 2022, Firmino se mudó al Atlanta United 2 de la USL Championship.